# 乔伊丝·本内特
乔伊丝·本内特（英語：Joyce Bennett，1945年5月11日—），澳大利亚女子田径运动员。她曾代表澳大利亚参加1962年和1966年大英帝国和英联邦运动会田径比赛，获得二枚金牌和一枚银牌。